# 齐白石墓
齐白石墓，现位于北京市海淀区金山陵园，是书画家齐白石的墓。

## 歷史
齐白石墓原先位于魏公村西南的湘潭公墓内（今魏公村路东段南侧），是齐白石生前自己选定并购地修建完工的墓园。1957年齐白石逝世后安葬在此。墓园南北向，并排两墓，东侧为齐白石之墓，西侧为其继室胡宝珠之墓。当时此处是片柏树林，中间靠北为两个墓穴，均用花岗岩砌成，与梁启超墓的石料属于同样规格，2米高的两块墓碑为米黄色花岗岩，两块墓碑上刻有齐白石亲题的字。
后来此处兴建魏公村居民小区。当时规划将齐白石墓迁往其他地方。但因齐白石后人及社会人士反对，计划作了调整，该地块一栋居民楼少建一个单元，使齐白石墓保留，但墓园被压缩到基本没有，柏树林大部分被砍伐，只在墓前保留七、八株。后来这七、八株柏树也全部被砍光。文革期间，齐白石遭到破坏，墓碑被砸烂，墓室因深埋且坚固才得以幸免于难。1982年重修，碑文改由李苦禅题写。2001年11月，齐白石墓被列为海淀区重点文物保护单位。2002年4月，海淀区人民政府修缮齐白石墓，加建铁围栏，墓穴周围种植矮柏树，当时原墓碑已失踪，乃重立普通石料制成的墓碑。
齐白石墓位于魏公村小区2号楼北侧，在魏公村小区1号楼与2号楼之间，魏公村小区12号楼西侧，靠近小区北门。2010年时，墓地周边环境已很差，旁边有违法建设的餐馆，常有居民将垃圾袋等物扔在墓地内；因靠小区大门，且附近餐馆众多，常有醉酒的食客到墓地内大小便。2010年12月，海淀区城管大队对齐白石墓地外的违法建设立案调查并拆除完毕。
2012年，齐白石后人联名致信北京市文物局，提出动迁齐白石墓意愿，准备将其迁到金山陵园。同年经北京市文物局和海淀区文化委员会审批同意。2013年6月，齐白石墓从魏公村动迁。同年魏公村的齐白石墓已完全拆除，在金山陵园按照文物整体迁移的办法兴建齐白石墓。